# 林柷敔
林柷敔（1915年12月29日—1975年8月11日），曾用名怡昌，笔名有夏婴、品品、望鼎等，广东潮阳人，生于上海，中国语言学家、翻译者、教育者。其在1937年提出“比较文字学”的概念，使其成为最早使用并详细论述比较文字学的学者之一。

## 生平
高中时受其语文教员陈伯吹的影响，常向报刊投稿，曾在《东方杂志》发表论文《哲学的复活》。后入暨南大学外文系学习，得到郑振铎、李健吾的指导。其间与吴岩、华铃等人合办《文艺》杂志、《生活与实践》丛刊，同时在《文汇报·世纪风》、《大晚报》、《申报·自由谈》等报刊发表抗日爱国的散文、杂文等作品，在沦陷时期的上海文坛产生了一定的影响。
1940年毕业后，长期在上海从事教育工作。这时期写了《仙人掌的梦》、《辣的信》等散文、小品，散见于上海《万象》、《新中华》等报刊。中共建国后任教于上海教育学院。1975年去世。

## 著作
其作品有论著《苏联文学进程》《比较文学概论》《语言学史》《印支语泛论》等，译著《比较语言学》《恶之花》等。